# Parque Simón Bolívar (Itagüí)

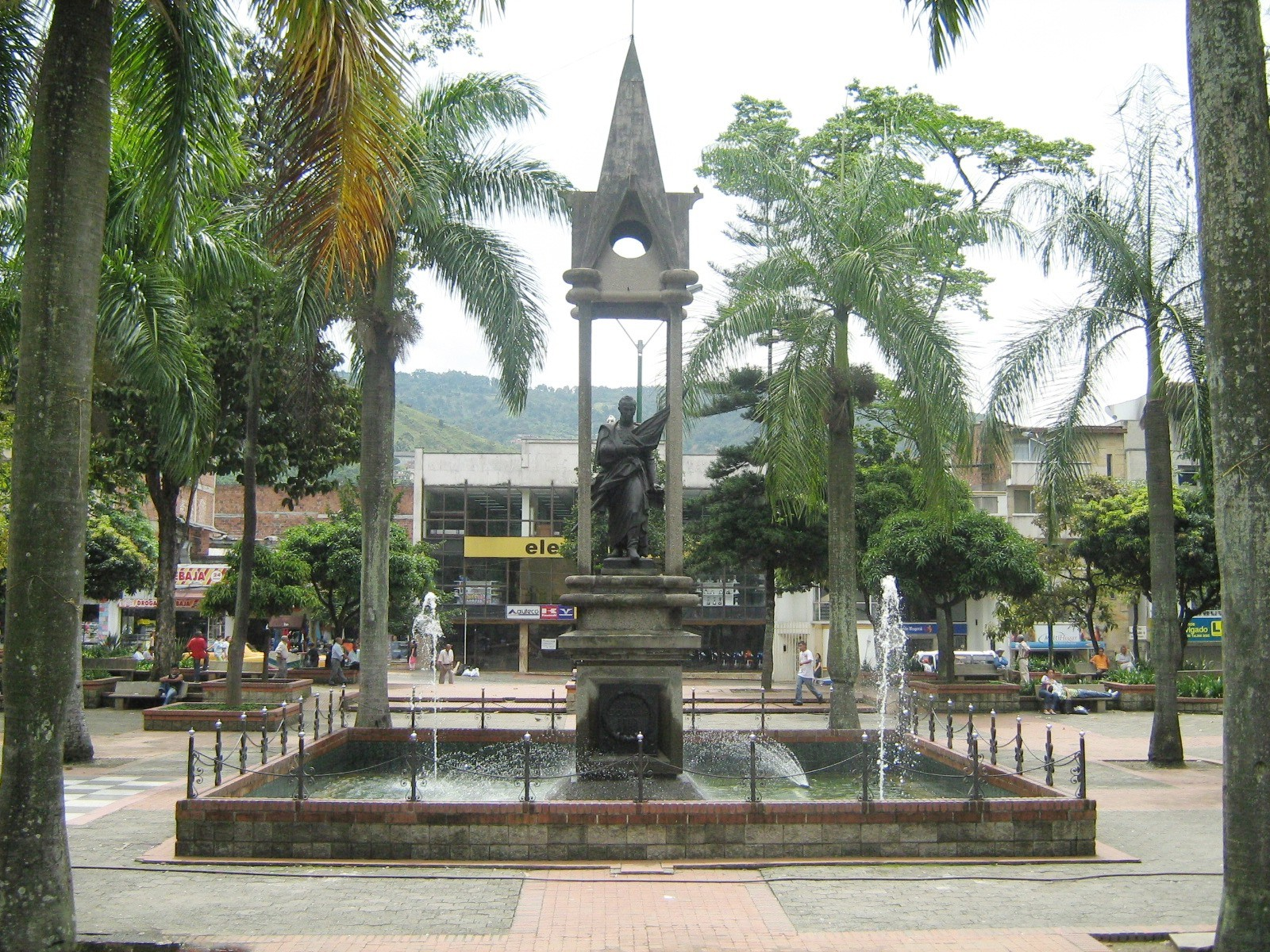
El parque en 2008.

El Parque Simón Bolívar es un parque urbano colombiano ubicado en la ciudad de Itagüí. Al igual que el Parque Simón Bolívar en Bello, y el Parque de Berrío en Medellín, el parque es el eje de la nomenclatura vial del municipio: en su costado nororiental se encuentra la Calle 51, en el suroriental, la Carrera 50, en el suroccidental la Calle 50 y en el noroccidental la Carrera 51.
En el centro del parque se encuentra una escultura de Simón Bolívar, donada por Diego Echavarría Misas y rodeada por una fuente. Asimismo hay tres bustos: uno de Diego Echavarría, uno de Santander y otro de Avelino Saldarriaga Gaviria. En su costado suroriental se encuentra la Iglesia de Nuestra Señora del Rosario, la principal y más antigua del municipio, y cruzando la esquina norte, el CAMI, desde donde se llevan a cabo la administración del municipio. Asimismo, a su alrededor se encuentran locales comerciales y sucursales de diversas entidades bancarias.
Itagüí fue elevado definitivamente a la categoría de parroquia el 7 de marzo de 1832, lo que significaba que, además de tener una iglesia, debía tener un lugar para los edificios relacionados con la administración civil. Por ello, los vecinos del lugar donaron parte de sus terrenos e incluso fue necesario demoler casas como la de Candelaria Trujillo. Debido a que se construían simultáneamente los caminos, la cárcel, la escuela y la iglesia, la plaza sólo pudo ser pagada en 1836.